# Ал-Роурель
Ал-Роуре́ль (кат. El Rourell) — місто, розташоване в Автономній області Каталонія в Іспанії. 
Знаходиться у районі (кумарці) Ал-Камп провінції Таррагона, згідно з новою адміністративною реформою перебуватиме у складі баґарії Камп да Таррагона.

## Населення
Населення міста (у 2007 р.) становить 362 осіб (з них менше 14 років — 17,1%, від 15 до 64 — 62,2%, понад 65 років — 
20,7%). У 2006 р. народжуваність склала 5 осіб, смертність — 1 осіб, приріст населення склав 1
осіб. У 2001 р. активне населення становило 88 осіб, з них безробітних — 11 осіб. 

Серед осіб, які проживали на території міста у 2001 р., 233 осіб народилися в Каталонії (з них
128 осіб у тому самому районі, або кумарці), 19 осіб приїхало з інших областей Іспанії, а 4 осіб приїхало з-за кордону. 

Університетську освіту має 6,7
% усього населення. 

У 2001 р. нараховувалося 103 домогосподарств (з них 27,2% складалися з однієї особи, 27,2% з двох осіб,
26,2% з 3 осіб, 10,7% з 4 осіб, 6,8% з 5 осіб, 1,9
% з 6 осіб, 0% з 7 осіб, 0% з 8 осіб і 0% з 9 і більше осіб).

Активне населення міста у 2001 р. працювало у таких сферах діяльності : у сільському господорстві — 18,2%, у промисловості — 23,4%, на будівництві — 6,5% і у сфері обслуговування — 
51,9%. 

 У муніципалітеті або у власному районі (кумарці) працює 57 осіб, поза районом — 39 осіб. 

### Безробіття
У 2007 р. нараховувалося 10 безробітних (у 2006 р. — 10 безробітних), з них чоловіки становили 30%, а жінки — 
70%.

## Економіка

### Підприємства міста

#### Промислові підприємства
| \| Промислові підприємства міста, за сферою діяльності \| Промислові підприємства міста, за сферою діяльності \| Промислові підприємства міста, за сферою діяльності \| \| Рік \| 2002 р. \| 2001 р. \| \| --------------------------------------------------- \| --------------------------------------------------- \| --------------------------------------------------- \| \| Енергетичні та водні ресурси \| 0,0% \| 0,0% \| \| Хімія та метали \| 0,0% \| 0,0% \| \| Переробка металів \| 100,0% \| 100,0% \| \| Продукти харчування \| 0,0% \| 0,0% \| \| Текстиль \| 0,0% \| 0,0% \| \| Виробництво меблів, видання \| 0,0% \| 0,0% \| \| Інше \| 0,0% \| 0,0% \| \| Усього підприємств \| 3 \| 3 \| |         |         |
| Промислові підприємства міста, за сферою діяльності |         |         |
| Рік | 2002 р. | 2001 р. |
| Енергетичні та водні ресурси | 0,0%    | 0,0%    |
| Хімія та метали | 0,0%    | 0,0%    |
| Переробка металів | 100,0%  | 100,0%  |
| Продукти харчування | 0,0%    | 0,0%    |
| Текстиль | 0,0%    | 0,0%    |
| Виробництво меблів, видання | 0,0%    | 0,0%    |
| Інше | 0,0%    | 0,0%    |
| Усього підприємств | 3       | 3       |

#### Роздрібна торгівля
| \| Підприємства роздрібної торгівлі міста, за сферою діяльності \| Підприємства роздрібної торгівлі міста, за сферою діяльності \| Підприємства роздрібної торгівлі міста, за сферою діяльності \| \| Рік \| 2002 р. \| 2001 р. \| \| ------------------------------------------------------------ \| ------------------------------------------------------------ \| ------------------------------------------------------------ \| \| Продукти харчування \| 33,3% \| 33,3% \| \| Одяг та взуття \| 33,3% \| 33,3% \| \| Товари для дому \| 0,0% \| 0,0% \| \| Книги та періодичні видання \| 0,0% \| 0,0% \| \| Промислова хімічна продукція \| 0,0% \| 0,0% \| \| Продукція, пов'язана з транспортними засобами \| 0,0% \| 0,0% \| \| Інше \| 33,3% \| 33,3% \| \| Усього підприємств \| 3 \| 3 \| |         |         |
| Підприємства роздрібної торгівлі міста, за сферою діяльності |         |         |
| Рік | 2002 р. | 2001 р. |
| Продукти харчування | 33,3%   | 33,3%   |
| Одяг та взуття | 33,3%   | 33,3%   |
| Товари для дому | 0,0%    | 0,0%    |
| Книги та періодичні видання | 0,0%    | 0,0%    |
| Промислова хімічна продукція | 0,0%    | 0,0%    |
| Продукція, пов'язана з транспортними засобами | 0,0%    | 0,0%    |
| Інше | 33,3%   | 33,3%   |
| Усього підприємств | 3       | 3       |

#### Сфера послуг
| \| Підприємства міста, що працюють у сфері послуг, за діяльністю \| Підприємства міста, що працюють у сфері послуг, за діяльністю \| Підприємства міста, що працюють у сфері послуг, за діяльністю \| \| Рік \| 2002 р. \| 2001 р. \| \| ------------------------------------------------------------- \| ------------------------------------------------------------- \| ------------------------------------------------------------- \| \| Гуртова торгівля \| 37,5% \| 22,2% \| \| Готелі та готельний бізнес \| 12,5% \| 22,2% \| \| Транспорт та зв'язок \| 37,5% \| 44,4% \| \| Посередницькі фінансові послуги \| 0,0% \| 0,0% \| \| Послуги підприємствам \| 12,5% \| 11,1% \| \| Послуги фізичним особам \| 0,0% \| 0,0% \| \| Нерухомість та ін. \| 0,0% \| 0,0% \| \| Усього підприємств \| 8 \| 9 \| |         |         |
| Підприємства міста, що працюють у сфері послуг, за діяльністю |         |         |
| Рік | 2002 р. | 2001 р. |
| Гуртова торгівля | 37,5%   | 22,2%   |
| Готелі та готельний бізнес | 12,5%   | 22,2%   |
| Транспорт та зв'язок | 37,5%   | 44,4%   |
| Посередницькі фінансові послуги | 0,0%    | 0,0%    |
| Послуги підприємствам | 12,5%   | 11,1%   |
| Послуги фізичним особам | 0,0%    | 0,0%    |
| Нерухомість та ін. | 0,0%    | 0,0%    |
| Усього підприємств | 8       | 9       |

## Житловий фонд
У 2001 р. 1,9% усіх родин (домогосподарств) мали житло метражем до 59 м², 12,6% — від 60 до 89 м², 59,2% — від 90 до 119 м² і
26,2% — понад 120 м².

З усіх будівель у 2001 р. 7,8% було одноповерховими, 81,8% — двоповерховими, 10,4
% — триповерховими, 0% — чотириповерховими, 0% — п'ятиповерховими, 0% — шестиповерховими,
0% — семиповерховими, 0% — з вісьмома та більше поверхами.

## Автопарк
| \| Автомобілі, зареєстровані у місті, за призначенням \| Автомобілі, зареєстровані у місті, за призначенням \| Автомобілі, зареєстровані у місті, за призначенням \| \| Рік \| 2006 р. \| 2005 р. \| \| -------------------------------------------------- \| -------------------------------------------------- \| -------------------------------------------------- \| \| Приватні автомобілі \| 58,3% \| 59,5% \| \| Мотоцикли \| 12,5% \| 11,2% \| \| Вантажівки \| 17,7% \| 19,1% \| \| Трактори \| 5,5% \| 5,3% \| \| Автобуси та ін. \| 6,1% \| 4,9% \| \| Усього автомобілів \| 345 шт. \| 304 шт. \| |         |         |
| Автомобілі, зареєстровані у місті, за призначенням |         |         |
| Рік | 2006 р. | 2005 р. |
| Приватні автомобілі | 58,3%   | 59,5%   |
| Мотоцикли | 12,5%   | 11,2%   |
| Вантажівки | 17,7%   | 19,1%   |
| Трактори | 5,5%    | 5,3%    |
| Автобуси та ін. | 6,1%    | 4,9%    |
| Усього автомобілів | 345 шт. | 304 шт. |

## Вживання каталанської мови
У 2001 р. каталанську мову у місті розуміли 99,2% усього населення (у 1996 р. — 99,6%), вміли говорити нею 93,7% (у 1996 р. — 
95,2%), вміли читати 94,1% (у 1996 р. — 90,5%), вміли писати 60,1
% (у 1996 р. — 42,1%). Не розуміли каталанської мови 0,8%.

## Політичні уподобання
У виборах до Парламенту Каталонії у 2006 р. взяло участь 192 осіб (у 2003 р. — 173 осіб). Голоси за політичні сили розподілилися таким чином:
| \| Вибори до Парламенту Каталонії \| Вибори до Парламенту Каталонії \| Вибори до Парламенту Каталонії \| \| Рік \| 2006 р. \| 2003 р. \| \| -------------------------------------- \| ------------------------------ \| ------------------------------ \| \| Конвергенція та Єднання (CiU) \| 25,5% \| 26,6% \| \| Соціалістична партія Каталонії (PSC) \| 29,7% \| 35,3% \| \| Народна партія (PP) \| 8,9% \| 8,7% \| \| Ініціатива за зелену Каталонію (IC) \| 3,6% \| 3,5% \| \| Республіканська лівиця Каталонії (ERC) \| 29,7% \| 26% \| \| Громадянська партія (C's) \| 0,5% \| 0,0% \| \| Інші \| 2,1% \| 0% \| |         |         |
| Вибори до Парламенту Каталонії |         |         |
| Рік | 2006 р. | 2003 р. |
| Конвергенція та Єднання (CiU) | 25,5%   | 26,6%   |
| Соціалістична партія Каталонії (PSC) | 29,7%   | 35,3%   |
| Народна партія (PP) | 8,9%    | 8,7%    |
| Ініціатива за зелену Каталонію (IC) | 3,6%    | 3,5%    |
| Республіканська лівиця Каталонії (ERC) | 29,7%   | 26%     |
| Громадянська партія (C's) | 0,5%    | 0,0%    |
| Інші | 2,1%    | 0%      |

У муніципальних виборах у 2007 р. взяло участь 245 осіб (у 2003 р. — 221 осіб). Голоси за політичні сили розподілилися таким чином:
| \| Муніципальні вибори \| Муніципальні вибори \| Муніципальні вибори \| \| Рік \| 2007 р. \| 2003 р. \| \| -------------------------------------- \| ------------------- \| ------------------- \| \| Конвергенція та Єднання (CiU) \| 58,8% \| 0,0% \| \| Соціалістична партія Каталонії (PSC) \| 40,4% \| 52,0% \| \| Народна партія (PP) \| 0,0% \| 0,0% \| \| Ініціатива за зелену Каталонію (IC) \| 0,8% \| 0,0% \| \| Республіканська лівиця Каталонії (ERC) \| 0,0% \| 48,0% \| \| Громадянська партія (C's) \| 0,0% \| 0,0% \| \| Інші \| 0,0% \| 0,0% \| |         |         |
| Муніципальні вибори |         |         |
| Рік | 2007 р. | 2003 р. |
| Конвергенція та Єднання (CiU) | 58,8%   | 0,0%    |
| Соціалістична партія Каталонії (PSC) | 40,4%   | 52,0%   |
| Народна партія (PP) | 0,0%    | 0,0%    |
| Ініціатива за зелену Каталонію (IC) | 0,8%    | 0,0%    |
| Республіканська лівиця Каталонії (ERC) | 0,0%    | 48,0%   |
| Громадянська партія (C's) | 0,0%    | 0,0%    |
| Інші | 0,0%    | 0,0%    |